# Kaag en Braassem
Kaag en Braassem ist eine niederländische Gemeinde, die am 1. Januar 2009 durch die Fusion zweier kleinerer Gemeinden, Jacobswoude (mit den Ortsteilen Leimuiden, Rijnsaterwoude, Woubrugge, Hoogmade, Bilderdam) und Alkemade (mit den Ortsteilen Roelofarendsveen, Kaag, Nieuwe Wetering, Oud Ade, Oude Wetering, Rijpwetering), entstanden ist.
In nebenstehender Landkarte ist das Gebiet von Alkemade dunkelgrün und das von Jacobwoude hellgrün eingefärbt.
Das bisherige Rathaus (niederländisch gemeentehuis) im Ortsteil Roelofarendsveen von Alkemade (siehe roten Punkt in der Landkarte) wurde erweitert und dient als Rathaus der fusionierten Gemeinde.
Die Gemeinde befindet sich innerhalb des Groene Hart (deutsch Grünes Herz), das mit Landwirtschaft, Natur und Naherholung eine Ergänzung zu den benachbarten Großstädten der Randstad (Amsterdam, Leiden, Den Haag, Rotterdam, Utrecht und Haarlem) bildet. Auf dem Gebiet der Gemeinde Kaag en Braassem wird viel Landbau in Gewächshäusern betrieben. Die angrenzenden Binnenseen Kagerplassen und Braassemermeer sind von touristischer Bedeutung und für den Wassersport geeignet. 

## Eine neue Gemeinde, ein neues Logo
Das Logo der Gemeinde Kaag en Braassem hat die Form von Windmühlenflügeln, da es hier 13 alte Windmühlen gibt, darunter die Rode Molen in Oud Ade, die im Jahr 1632 gebaut wurde.
Jeder der vier Flügel steht für eines von vier wichtigen Themen in der Gemeinde: Die Welle steht für Wasser und Wassersport, denn Kaag en Braassem will sich als Erholungsgebiet profilieren. Der breite Streifen deutet auf die naheliegende Autobahn A4 und die Hochgeschwindigkeitsbahn (HSL), welche die Gemeinde durchkreuzen. Das Raster steht für die zahlreichen Gewächshäuser und Gärten. Der grüne Streifen steht für Weide- und Ackerland, das die Gemeinde – aus der Luft betrachtet – charakterisiert.
Als symbolische Farben wurden Lila und Grün gewählt. Grün ist die Farbe der Landschaft, der Landwirtschaft und der Natur. Lila vereinigt das Blau der reichlich vorhandenen Gewässer mit dem Rot der städtischen Gebiete.

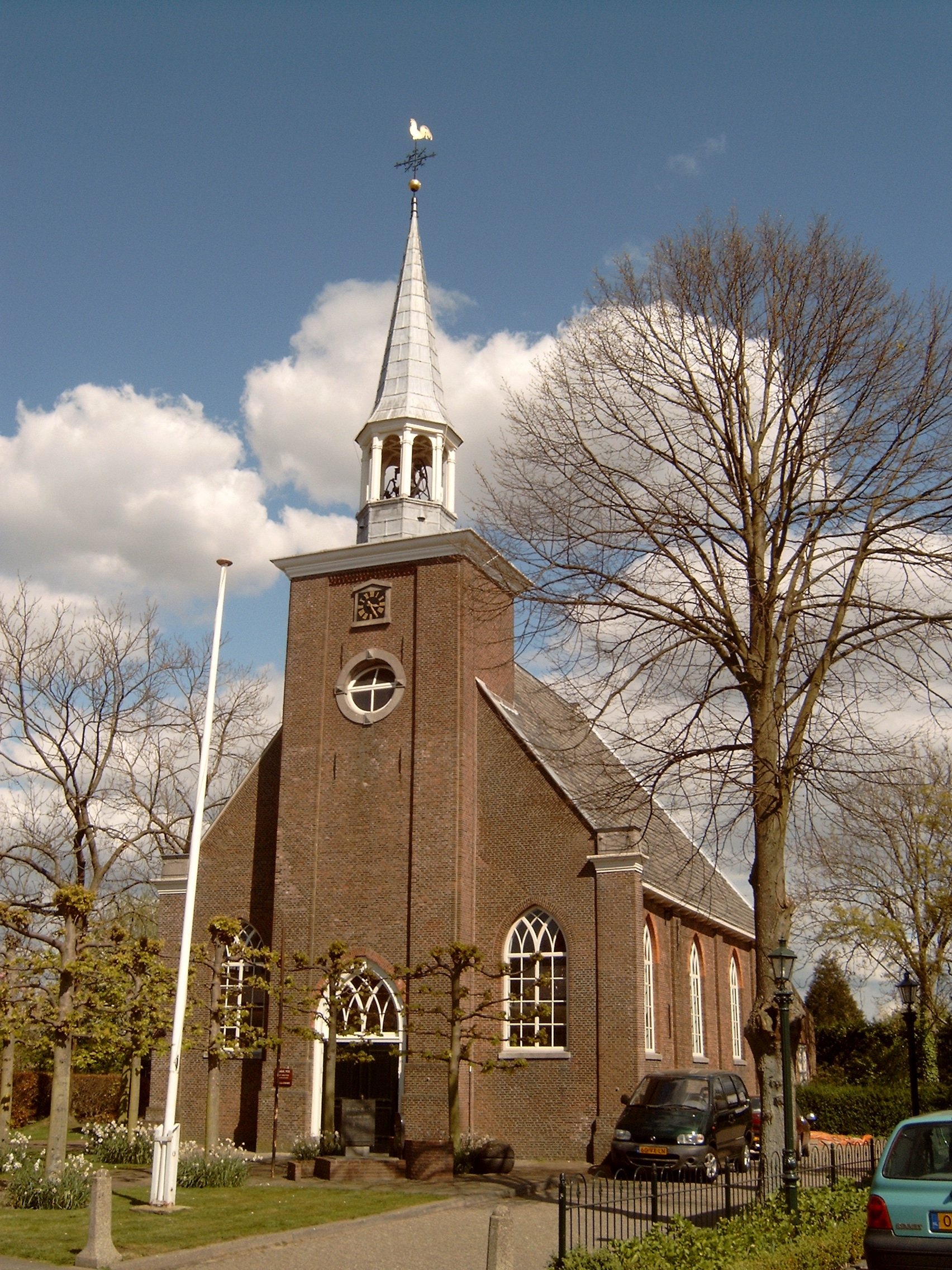
Leimuiden, Kirche
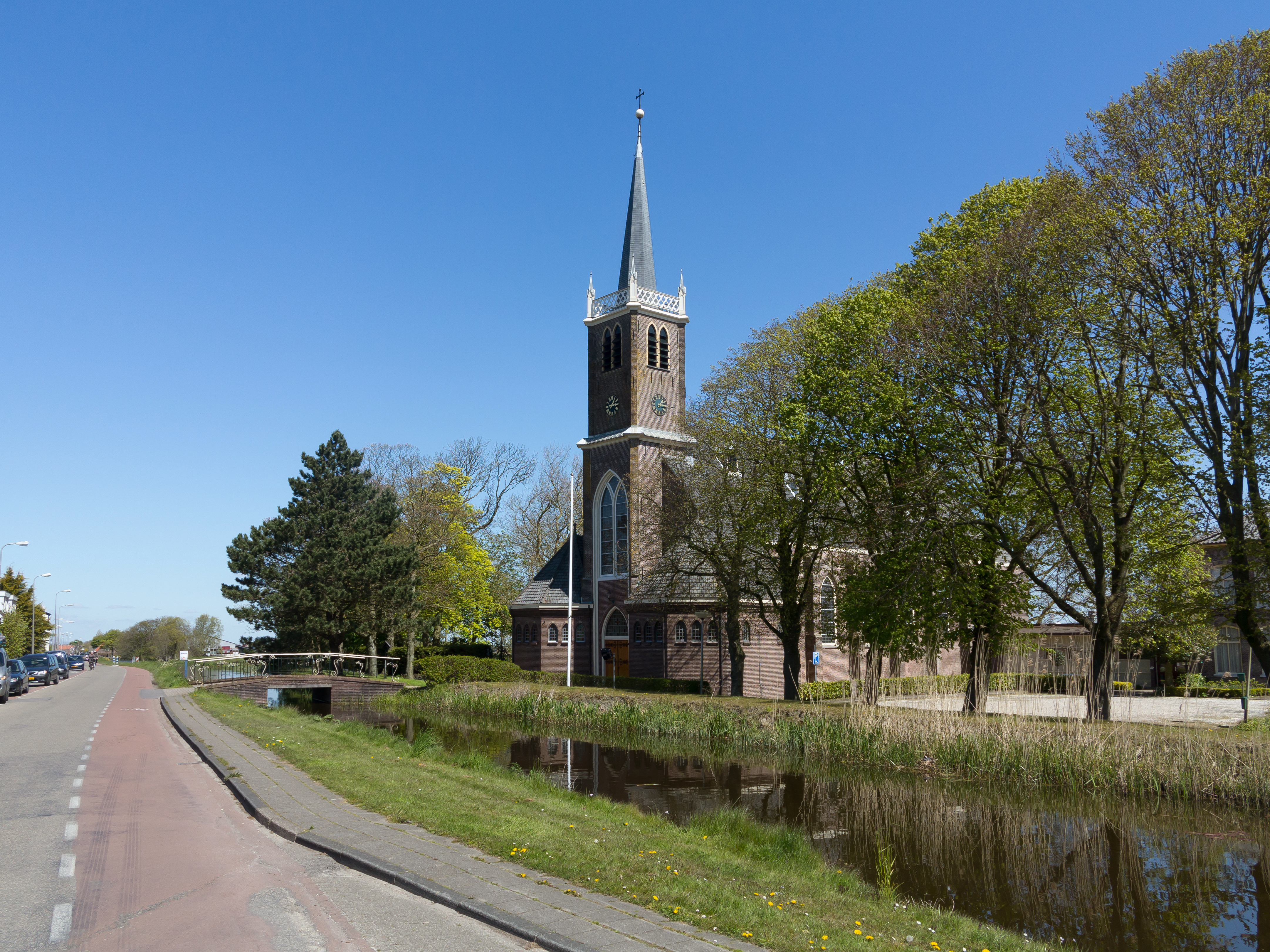
Leimuiden, Kirche: Johannes de Doperkerk
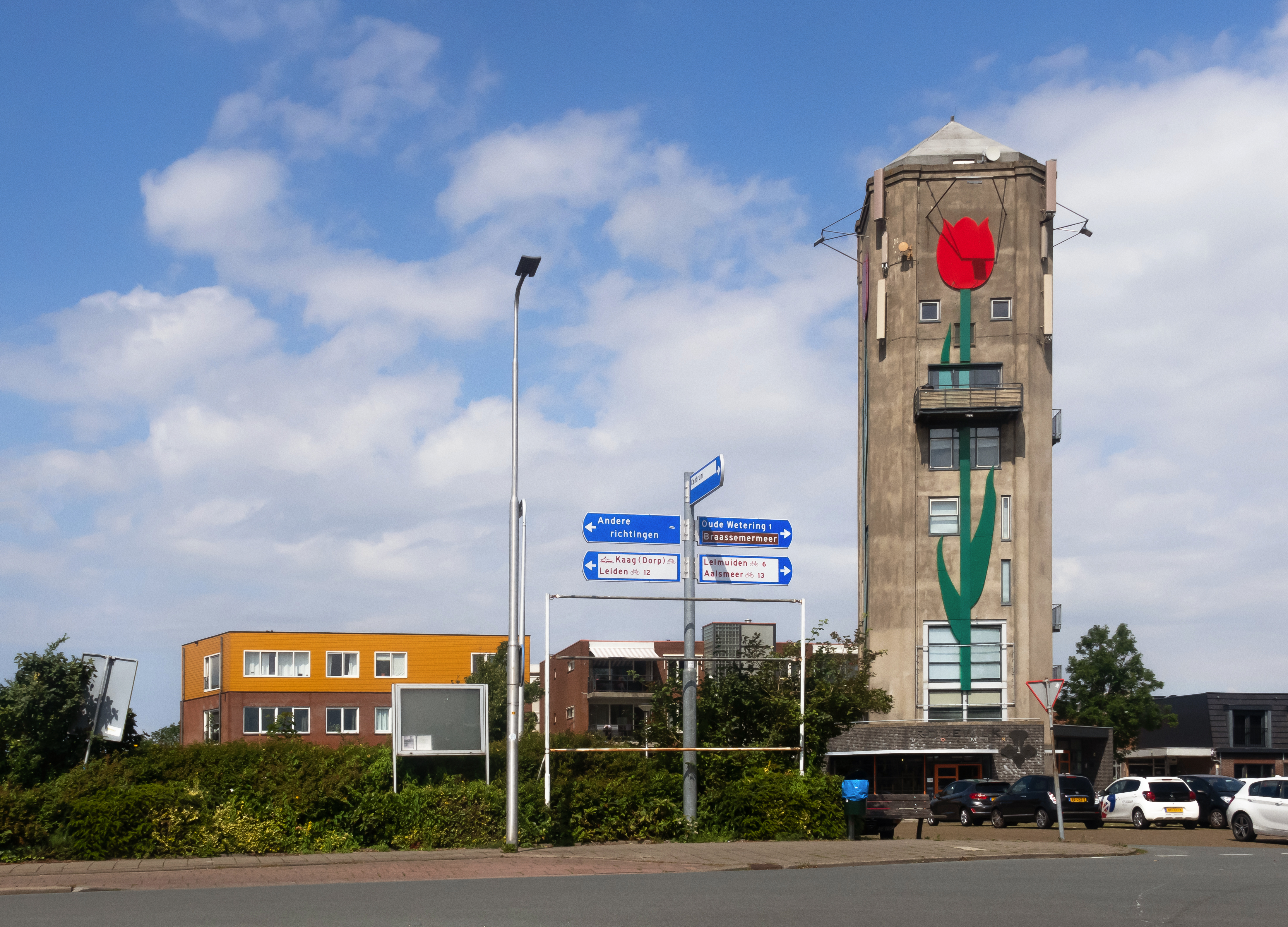
Roelofsarendsveen, Wasserturm in Straßenbild
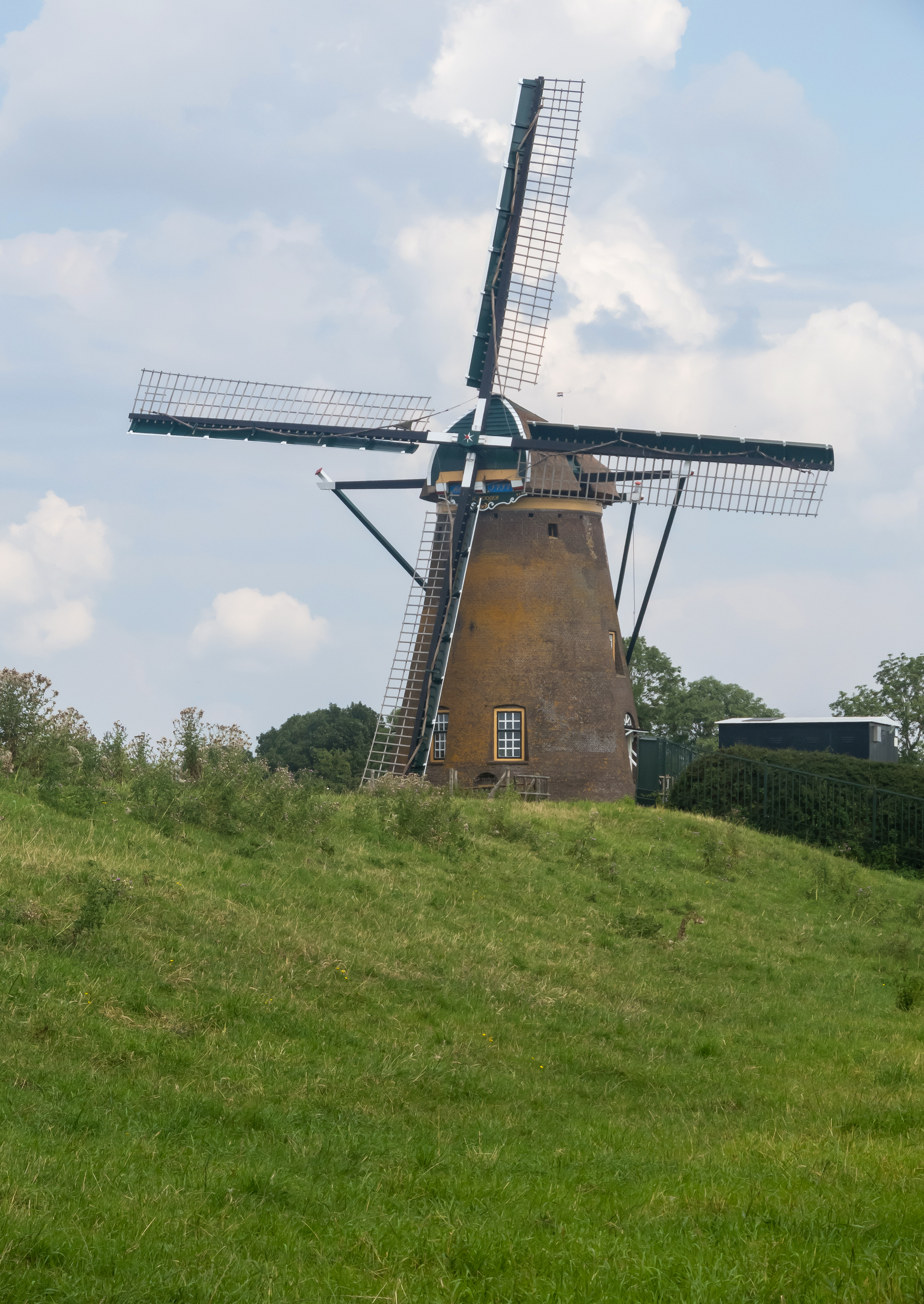
Roelofarendsveen, Mühle: die Googermolen
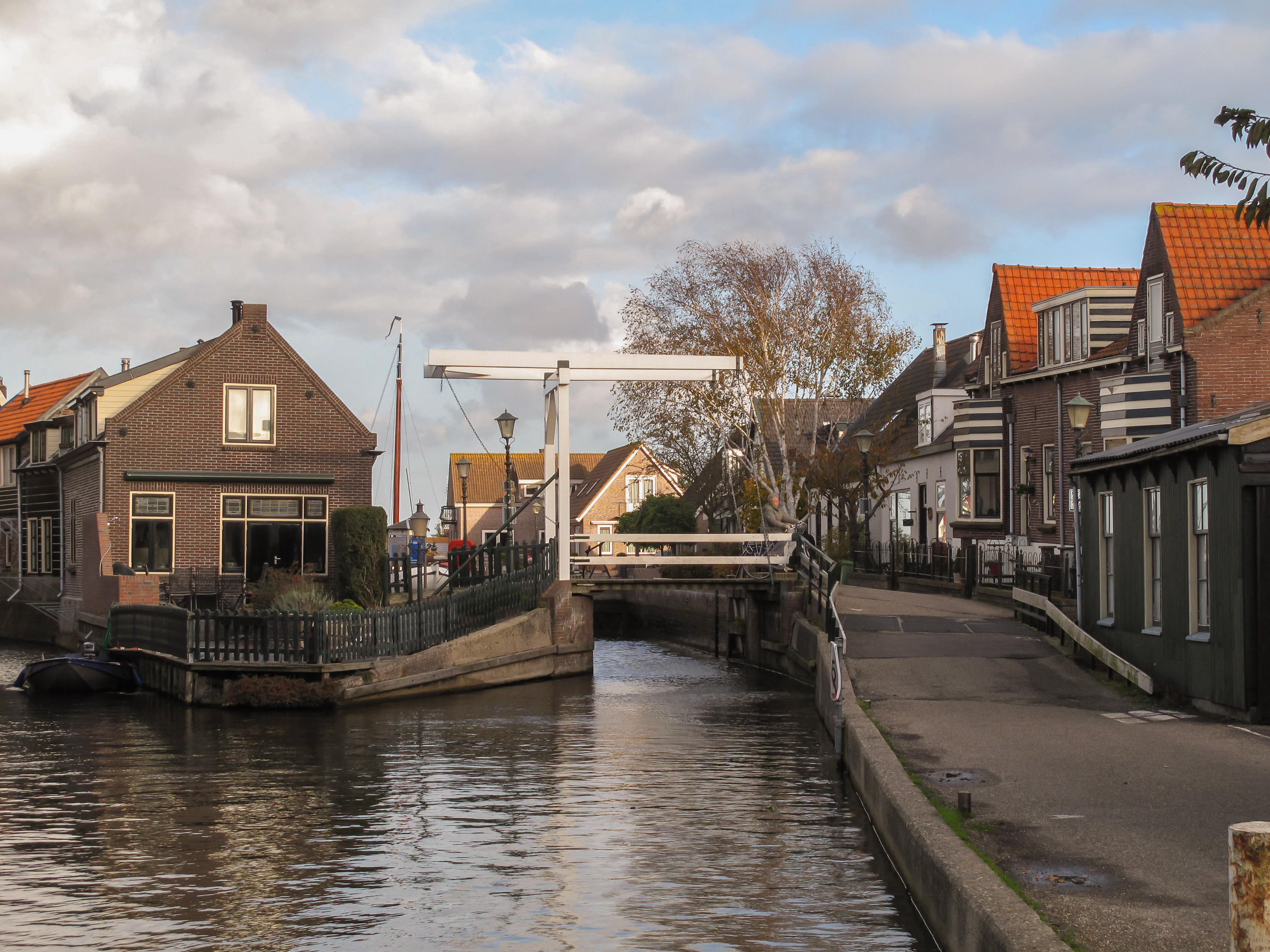
Roelofarendsveen, kleine Brücke in der Straße
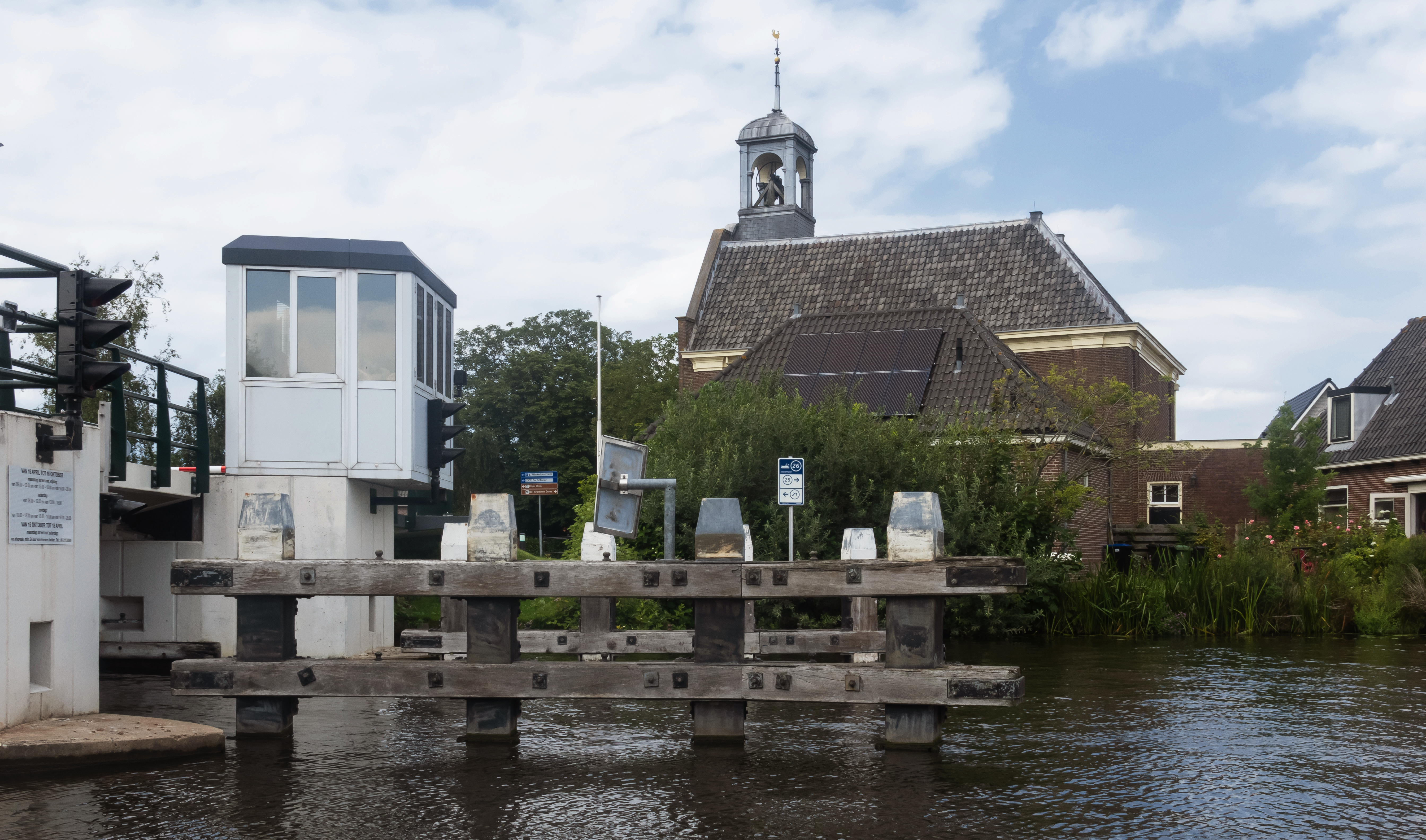
Hoogmade, Brückenabschnitt über die Kromme Does
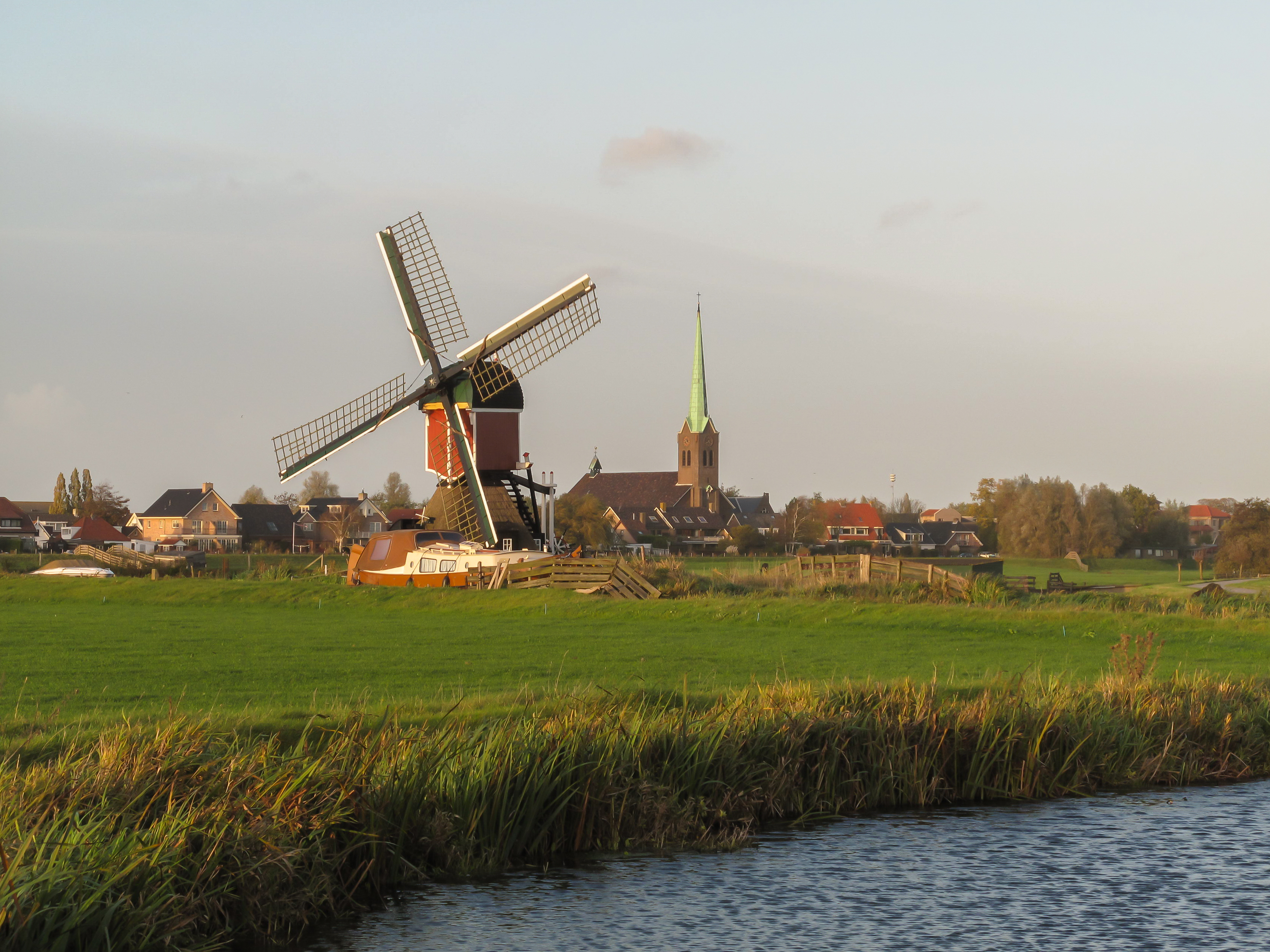
Hoogmade, Mühle mit Dorf
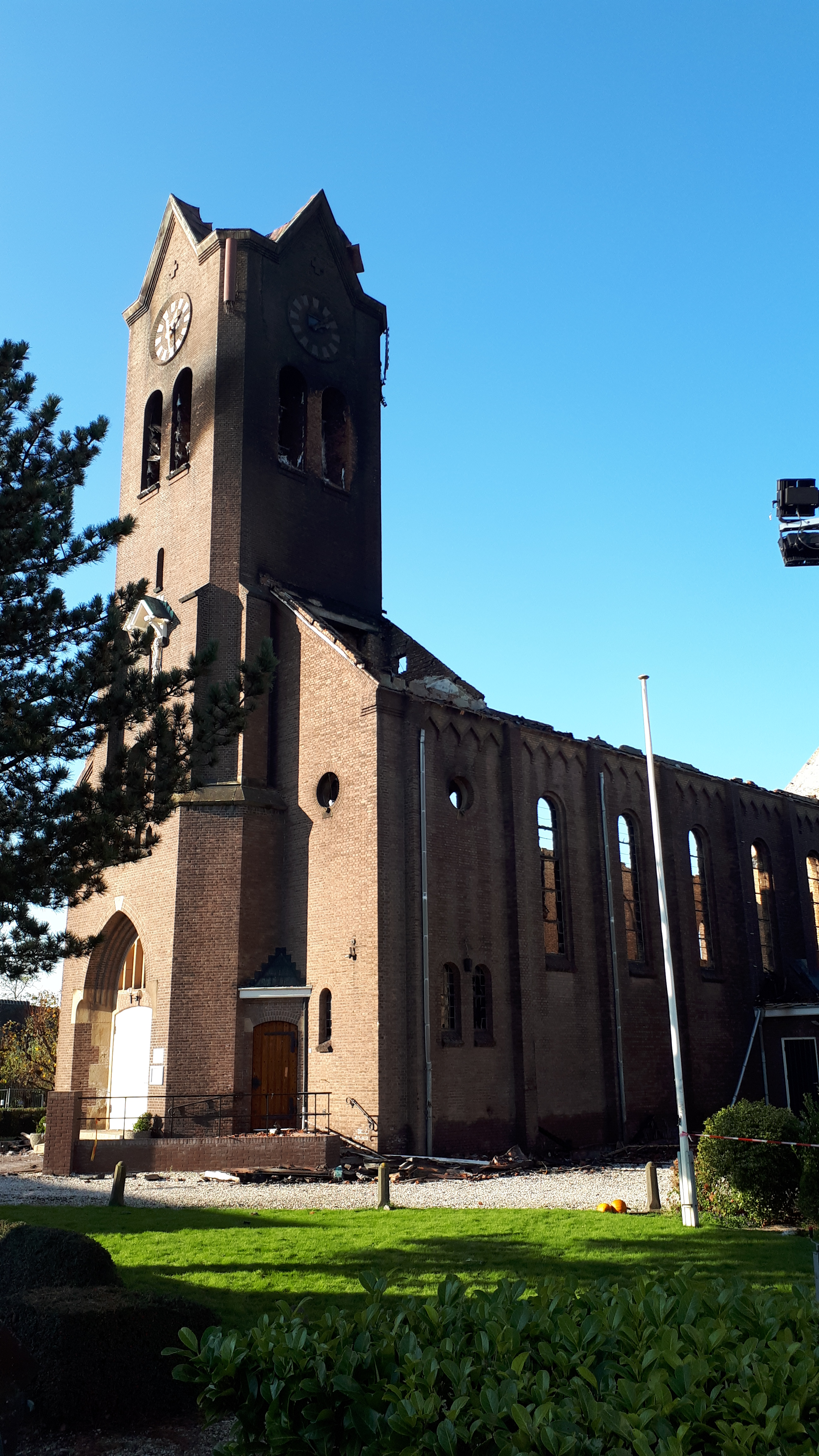
Hoogmade, Kirche nach dem Brand im Jahr 2019
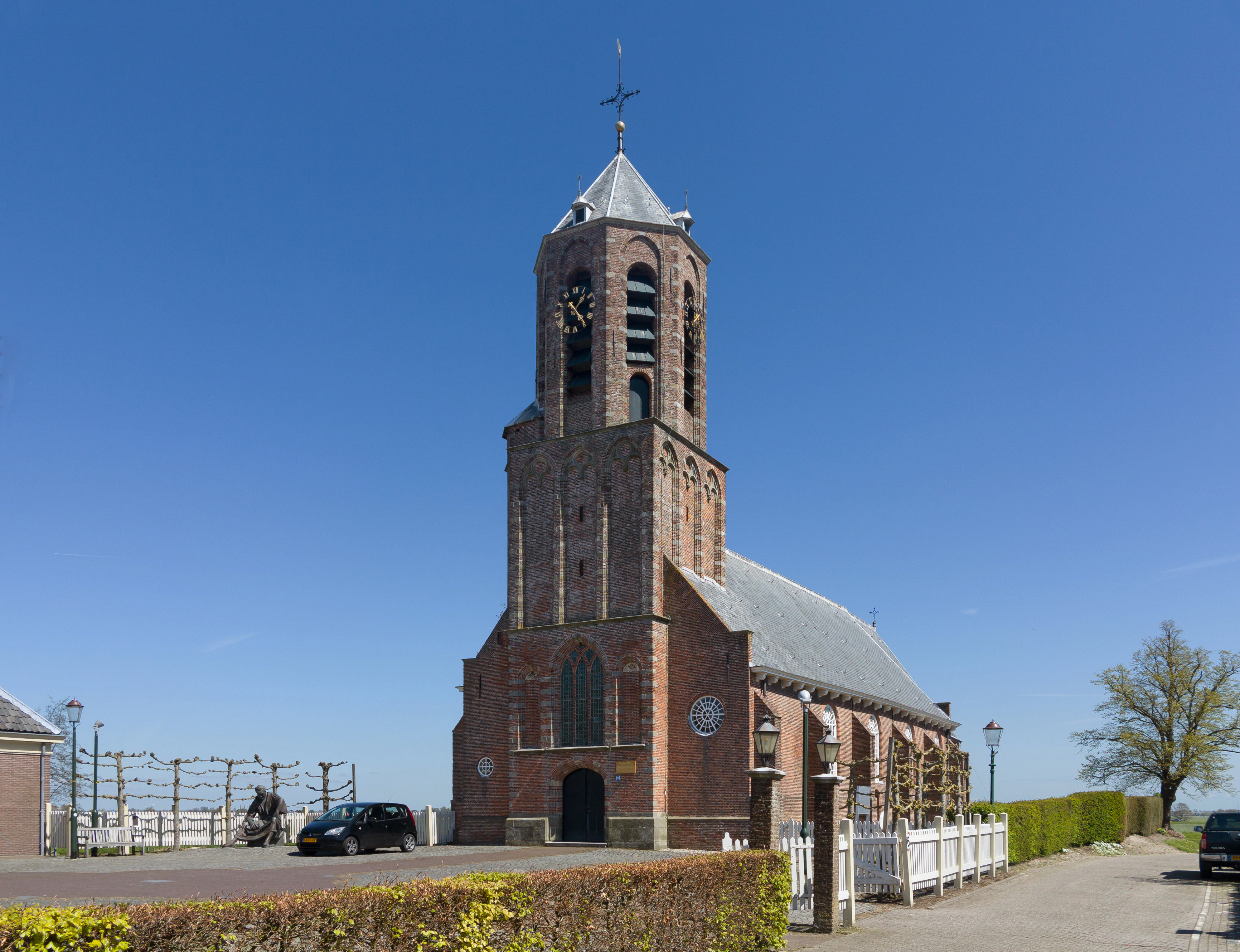
Rijnsaterwoude, Kirche: Woudse Dom
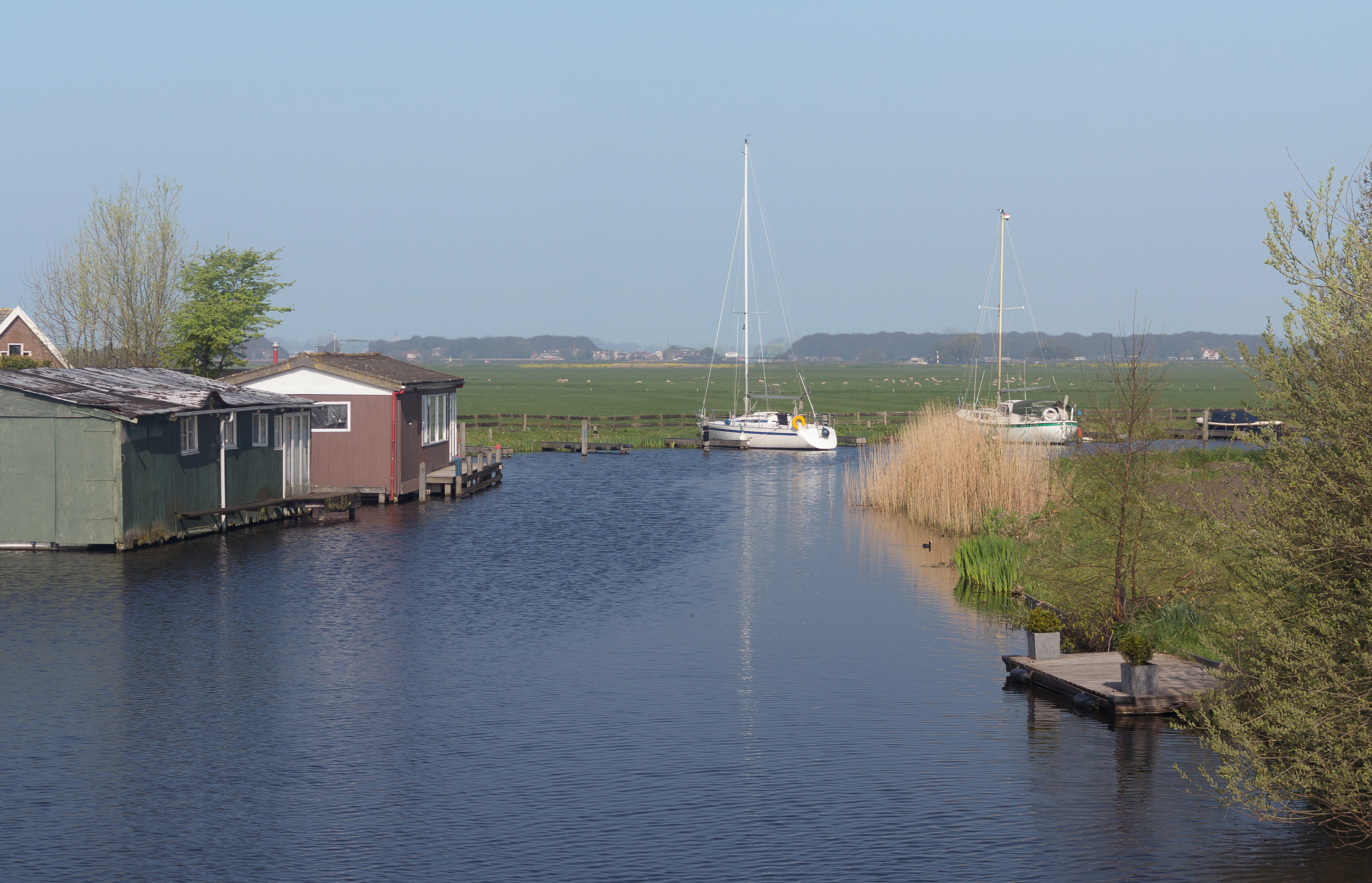
Bei Oud Ade, Polderpanorama
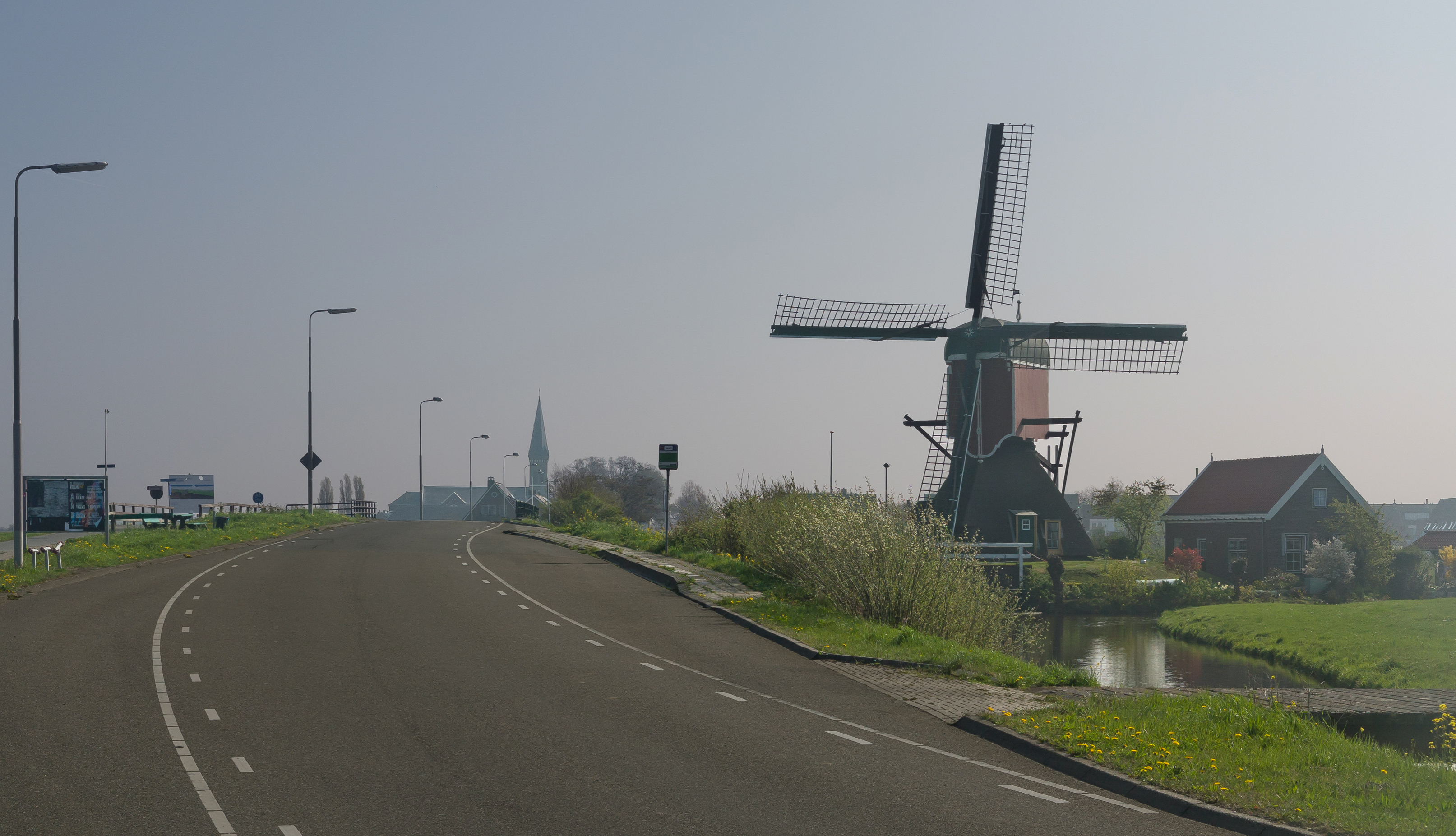
Oud Ade, Mühle (de Vrouw Vennemolen)
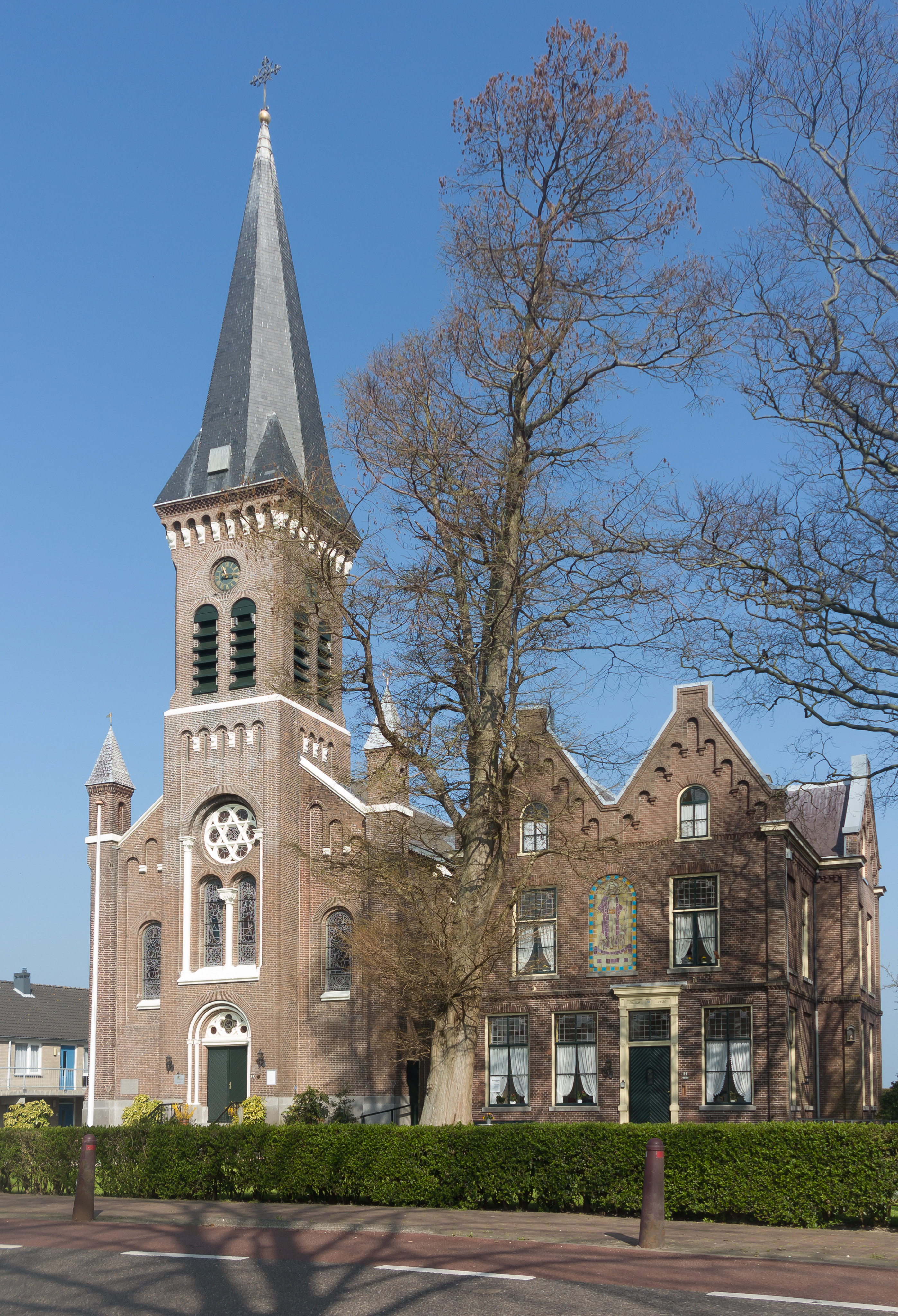
Oude Ade, katholische Kirche und Presbyterium
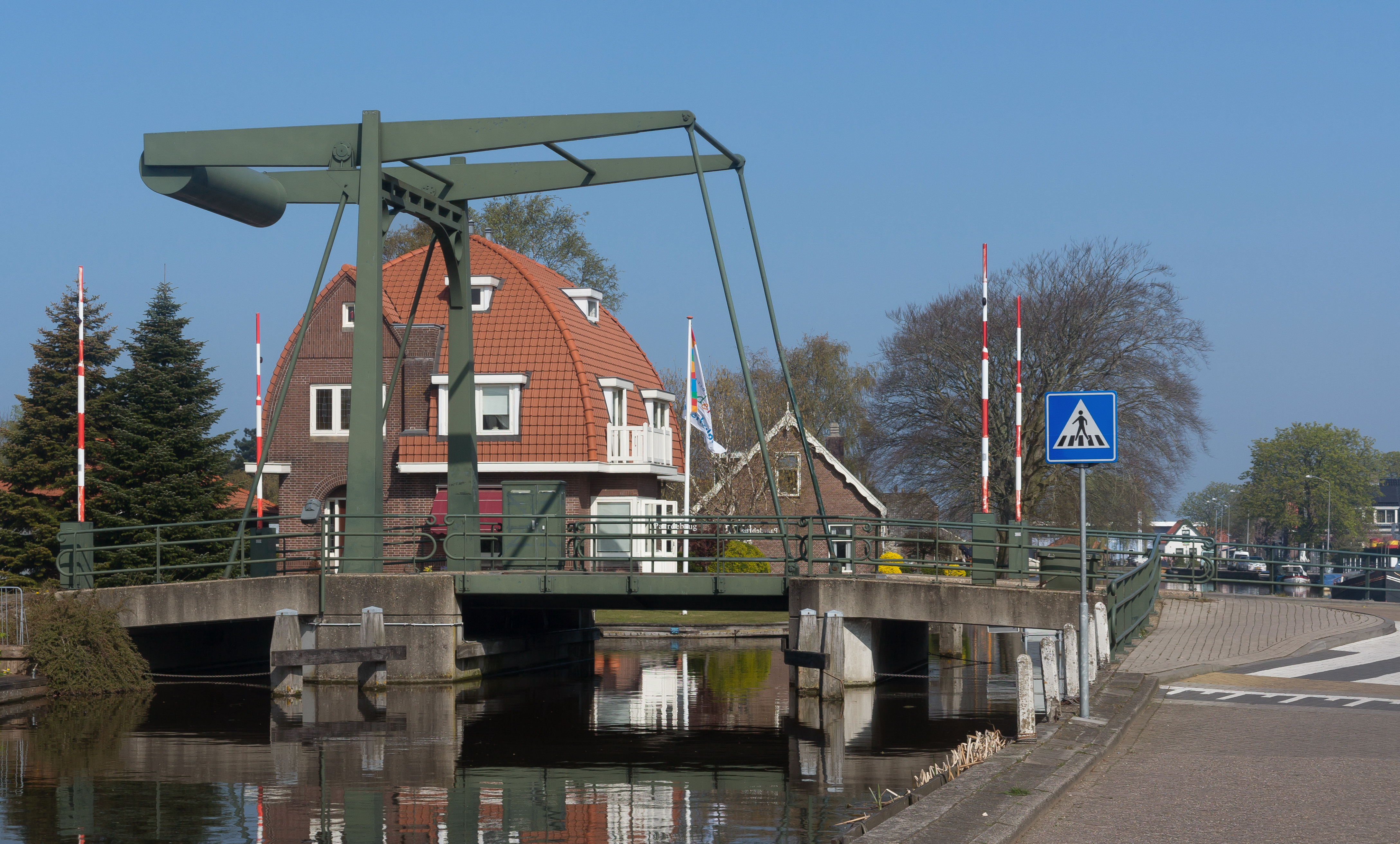
Rijpwetering, Zugbrücke
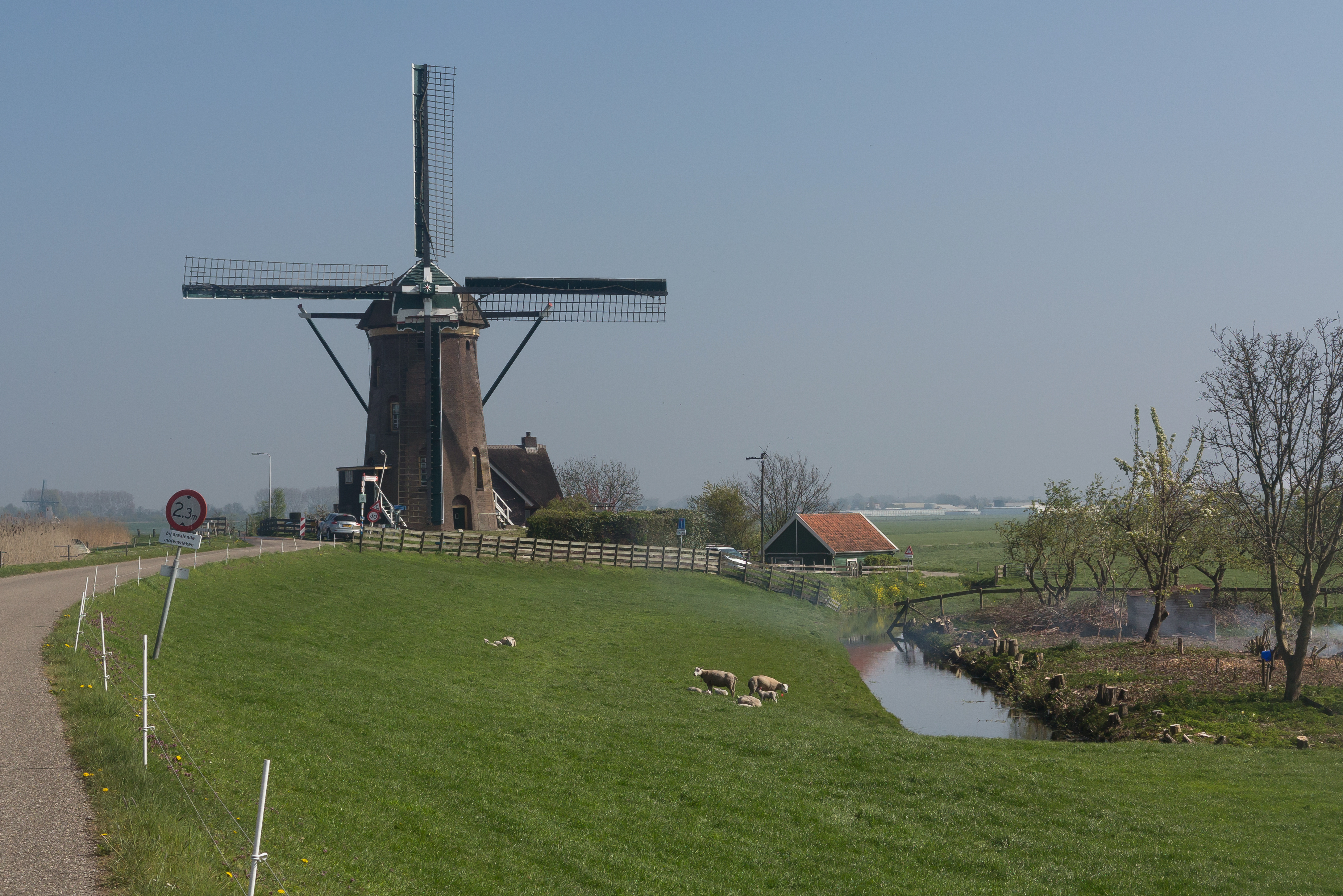
Rijpwetering, Mühle: Lijkermolen no.2

## Politik

### Sitzverteilung im Gemeinderat
Seit der Gemeindegründung wird der Gemeinderat von Kaag en Braassem folgendermaßen geformt:
| Partei                     | Sitze | Sitze | Sitze | Sitze |
| Partei                     | 2008  | 2014  | 2018  | 2022  |
| -------------------------- | ----- | ----- | ----- | ----- |
| PRO Kaag en Braassem       | –     | 7     | 6     | 7     |
| CDA                        | 7     | 4     | 4     | 4     |
| Samen voor Kaag & Braassem | 7     | 5     | 6     | 4     |
| D66                        | –     | 3     | 3     | 3     |
| VVD                        | 4     | 2     | 2     | 3     |
| PvdA                       | 3     | –     | –     | –     |
| Gesamt                     | 21    | 21    | 21    | 21    |

### Bürgermeister
Seit dem 3. November 2021 ist Astrid Heijstee-Bolt (D66) amtierende Bürgermeisterin der Gemeinde. Zu ihrem Kollegium zählen die Beigeordneten Floris Schoonderwoerd (PRO Kaag en Braassem), Henk Hoek (CDA), Yvonne Peters-Adrian (VVD), Herman Haarman (D66) sowie die Gemeindesekretärin Marja Sprei.